# Eurhodophytina
Az Eurhodophytina a vörösmoszatok (Rhodophyta) egyik kládja, a Proteorhodophytina testvércsoportja. Két tagja a Bangiales és a Florideophycidae.

## Történet
A klád létét – vagyis azt, hogy a Florideophycidae a Bangiales testvércsoportja –Müller et al. 2001-ben mutatták ki. G. W. Saunders és Hommersand filogenetikai alapon 2004-ben írták le ribocsoportként, azonban egy jelentős fosszíliáját már 2000-ben megtalálta Butterfield peritidális karbonátfáciesben. Ennek korát Gibson et al. 2017-ben határozták meg rénium-ozmium kormeghatározással.

## Genetika
A Proteorhodophytinához hasonlóan több fikobiliszóma-kapcsolófehérjéje van több fehérjecsaládban a csak 1 fehérjecsaládba tartozó Cyanidiophyceae kládnál, de nem ismert benne egy globinszerű doménnel rendelkező, 2019-ben leírt fehérjecsalád, mely csak a Cyanidiophyceae kládban található, valamint a Nu-PBS-kötő 1-család se található meg benne, mely csak a Proteorhodophytinában ismert. E családok feltehetően a Proteorhodophytinával közös ősben történt endoszimbionta géntranszfer utáni diverzifikációval jöttek létre.
Az LRγ-család minden tagja megtalálható benne, szemben a Proteorhodophytinával, ahol csak az 5. és 8. tag van jelen.
Molekuláris óra alapján az Eurhodophytina mintegy 1,2 milliárd évvel ezelőtt alakulhatott ki.

### Sejtszervecske-DNS
A Proteorhodophytinával szemben az Eurhodophytinában a ptDNS és az mtDNS közel állandó méretű maradt, jelentős intronhozzáadás nélkül.

## Filogenetika
Testvércsoportja 2017-ig ismeretlen volt, ekkor derítették ki Muñoz-Gómez et al., hogy a Proteorhodophytina 4, korábban egymás után kialakultnak hitt kládja egymás testvércsoportja. Belső és külső kapcsolatai:
|  | Florideophycidae |
|  |                  |
|  | Bangiales        |
|  |                  |

|  | Rhodellophyceae    |
|  |                    |
|  | Stylonematophyceae |
|  |                    |

|  | Porphyridiophyceae  |
|  |                     |
|  | Compsopogonophyceae |
|  |                     |

|  | Rhodellophyceae    |
|  |                    |
|  | Stylonematophyceae |
|  |                    |

|  | Porphyridiophyceae  |
|  |                     |
|  | Compsopogonophyceae |
|  |                     |

A vörös szekunder plasztiszok az Eurhodophytina vagy egy, az Eurhodophytinát és a Proteorhodophytinát tartalmazó klád rokonai lehetnek.

## Morfológia
Fajai mind többsejtűek, egyesek kérget alkothatnak, Golgi-készülékük az endoplazmatikus retikulummal vagy a mitokondriummal kapcsolatban van. Karpogóniumai is terminálisak vagy laterálisak, apikális trichoginummal rendelkeznek, melyhez a spermatangiumok csatlakoznak. Nincs ostora vagy centrióluma.
Dugója különböző szerkezeteket vehet fel: lehet membrán nélküli (Corallinophycidae), csak membránból álló (Rhodymeniophycidae) vagy mindkettővel rendelkező (Hildenbrandiaceae), rendelkezhet 1 (Hildenbrandiaceae) vagy 2 kupakréteggel (Nemaliophycidae). Kloroplasztisza pirenoiddal rendelkezhet, alakja lehet lencse vagy csillag alakú. Egyes fajok plasztisza nem mindig rendelkezik pirenoiddal – például a Porphyra leucosticta vegetatív sejtjei plasztiszában nincs pirenoid.
A Corallinophycidae kalcitot termel.

## Élőhely
Mezofil, többnyire tengeri klád. Egyes fajai, például a Porphyra gardneri epifitonok lehetnek.

## Ökológia
A hőmérséklet-változások nem mindig befolyásolják jelentősen növekedését. A hosszabb fotoperiódusok magasabb besugárzással együtt a Bangialesben karposporangium-, alacsony besugárzással együtt konchosporangium-képződést indukálhatnak.

## Életciklus
A Bangiales életciklusa 3, a Bangialesé 2 szakaszos. Utóbbiban a karposporangiumok és a spermatangiumok csomagokban keletkeznek egymást követő merőleges osztódással. Sporofitonja fonalas, egy kupakrétegű dugója van, melyen nincs membrán, és általában termékeny sejtsorokban konchospóraképző, gametofitonja egysorozatúként indul, diffúz növekedéssel többsorozatú vagy levelessé válik. Ezzel szemben a Florideophyceae életciklusában elkülönülő gametofiton, karposporofiton és tetrasporofiton szakaszok vannak, melyek szaporító sejtjei általában terminálisak vagy a fonalakon laterálisak. A karposporofiton közvetlenül a karpogóniumból vagy abból származó szervből fejlődik. Tetrasporangiumai lehetnek zónásan vagy szabálytalanul osztottak és apomeiotikusak, és lehetnek konceptákulumaik.

## Evolúció
Az Archaeplastida korai állapotainak sejtszám szerinti sztochasztikus elemzése alapján feltehetően már közös ősei is többsejtűek voltak. A Bangiomorpha pubescenst először a kanadai Somerset-szigeten lévő Hunting-formációból fedezték fel 2017-ben. Ez 1,047 milliárd éves, steniumi kövület, a Bangiales tagja, és a legrégebbi ismert ivarosan szaporodó faj. Butterfield 2000-ben a spórák és ivarsejtek elkülönülése alapján mutatta ki ivaros szaporodásra való képességét, az összetett többsejtűséget az ivaros szaporodás legmegbízhatóbb proxijaként írta le.
Bengtson et al. 2017-ben fedezték fel az általuk a Bangialesbe sorolt Rafatazmia chitrakootensist a foszfatizált sztromatolitos mikrobialitokat tartalmazó közép-indiai Tirohán-dolomitból, ennek sejtszerkezetei 3 dimenziós megőrződése alapján a vörösmoszatok 1,6 milliárd évesek lehetnek.